# Xantphos
Le xantphos est un composé organophosphoré dérivé de l'hétérocycle xanthène. Il est utilisé comme ligand diphosphine bidente et se distingue par son angle de morsure particulièrement large (108°). De tels ligands sont utiles dans l'hydroformylation des alcènes. Illustrant son grand angle de morsure, il forme à la fois des adduits cis et trans du chlorure de platine (II). Dans ce dernier contexte, le xantphos est classé comme un ligand trans-transversal . Un ligand bidente apparenté ayant un angle de morsure (bite-angle) plus grand est le spanphos.
Ce ligand est préparé par lithiation doublement dirigée du 9,9-diméthylxanthène avec du sec-Butyllithium suivi d'un traitement avec de la chlorodiphénylphosphine.